# Friedrich Preisigke
Friedrich Preisigke (Dessau, 14 febbraio 1856 – Heidelberg, 1924) è stato un egittologo tedesco.

## Biografia
Nato a Dessau, frequentò il Domgymnasium di Brandeburgo, in seguito divenne impiegato amministrativo nelle Poste tedesche e nel 1897 venne nominato direttore responsabile delle linee telegrafiche di Berlino. Nonostante avesse ormai avviato una carriera impiegatizia, il suo profondo amore per le lettere classiche e per la storia antica lo portarono a seguire con attenzione le lezioni universitarie di grandi studiosi dell'epoca, come il filologo Wilamowitz, l'epigrafista Hermann Dessau e del filologo Paul M. Meyer, dal quale venne indirizzato allo studio della papirologia.
Nel 1903 si laureò all'Università di Halle con una tesi seguìta dal noto orientalista Ulrich Wilcken.
Nel 1908 divenne Direttore dei Telegrafi di Strasburgo e nel 1913 venne nominato professore ordinario alla facoltà di filosofia dell'Università di Strasburgo.
Nel giugno 1915 venne eletto membro straordinario dell'Accademia delle Scienze di Heidelberg e nel 1918 fondò l'Istituto di Papirologia nell'omonima città.
L'attività scientifica di Preisigke si concentrò soprattutto nella ricostruzione del sistema finanziario ed amministrativo dell'Egitto durante l'occupazione romana, il cui frutto fu pubblicato nello scritto Girowesen im Griechischen pubblicato nel 1910. Un ulteriore fondamentale contributo scientifico alla papirologia di questo scrittore è il dizionario dei papiri egizi dal titolo Wörterbuch der griechischen Papyrusurkunden che fu pubblicato dopo la sua morte dall'Università di Heidelberg solo nel 1944.